# Pyromanie
 Mise en garde médicale
La pyromanie est une impulsion caractérisée par une fascination extrême pour le feu chez l'individu. Dans les cas les plus graves, cette monomanie se traduit par des pulsions qui poussent le patient à provoquer lui-même des incendies comme exutoire à un excès de tension qui provoque soulagement et gratification. Le pyromane est distinct de l'incendiaire criminel ou volontaire, du psychotique, et n'agit ni par goût du lucre (gain), ni pour des raisons politiques, ni par désir de vengeance. La pyromanie est un symptôme de certains troubles mentaux tels que le trouble de la personnalité antisociale.

## Histoire

### Naissance du concept
Pendant longtemps (environ jusqu'à la fin du XVIIIe siècle), les incendiaires sont considérés comme des criminels ou parfois comme des simples d'esprit. Les progrès de la psychologie clinique et de l'étude des troubles du comportement amènent une plus grande diversité des diagnostics. Les pathologistes allemands, notamment Friedrich Benjamin Osiander (1759-1822) et son élève Christian Heinrich Adolph Henke (1775-1843), observent que certains cas d'incendiaires relèvent d'un trouble du comportement qu'ils ne nomment pas encore pyromanie. Le spécialiste de médecine légale, G.H. Masius (Manuel de médecine légale, 1822), parle d'un « instinct particulier à incendier, instinct qui naît d'un travail d'évolution anormal ». Conscient de la conséquence qu'aurait la reconnaissance d'une telle pathologie en restreignant la culpabilité du sujet incendiaire, Masius réclame que le concept soit soumis à un examen rigoureux. Le concept d'un trouble du comportement est entretemps associé à celui de monomanie par Jean-Étienne Esquirol (1772-1840) qui mentionne la monomanie incendiaire sans s'y attarder. Le docteur Charles Chrétien Henri Marc (1771-1841) reprend l'expression avant d'utiliser le mot « pyromanie », pour la toute première fois en 1833, afin de distinguer les actes incendiaires dus à la malveillance ou au désir de vengeance, de ceux qui « tirent leur source d'une affection particulière du cerveau ». Selon lui, la pyromanie peut correspondre à des troubles du développement de la maturité sexuelle chez les sujets âgés de 12  à   20 ans, ces causes physiques privant le pyromane de sa « liberté morale » au moment de la crise incendiaire. Ces travaux, comme ceux de Prosper Lucas, ont une importance dans l'évolution de l'évaluation des incendiaires par l'expertise médico-légale.

## Étymologie
Les deux mots pyromane et pyromanie sont apparus dans la langue française aux alentours de 1833, forgés à partir du grec ancien πῦρ / pūr, « feu », et de μανία / mania, « folie »

## Facteurs

### Facteurs environnementaux

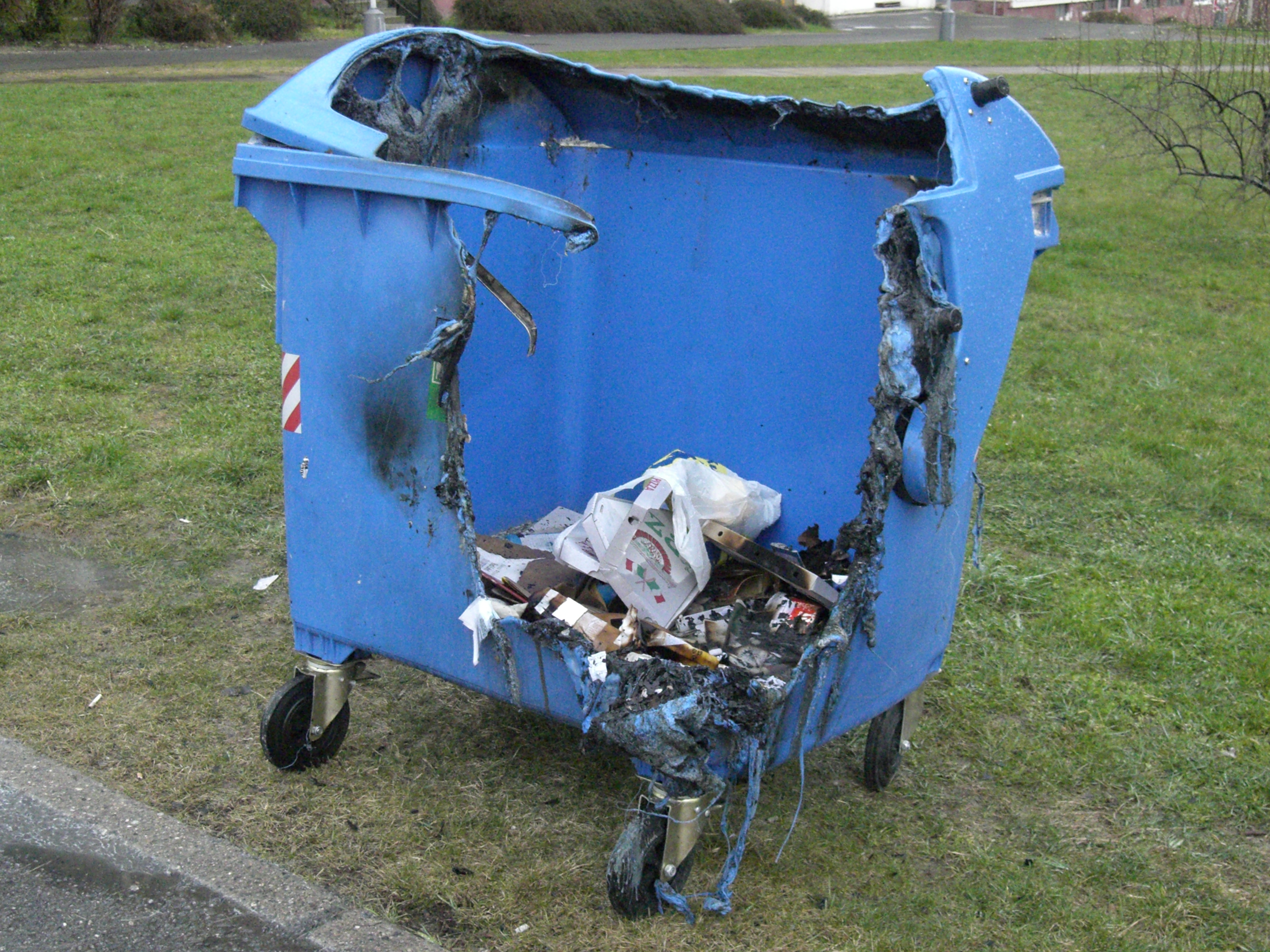
Conteneur incendié après une attaque pyromane en Tchéquie.

Ce trouble du contrôle des impulsions est encore peu connu, mais il semble qu'il existe une composante environnementale qui intervient à la fin de l'enfance. Peu d'études systématiques rigoureuses ont été faites sur le sujet, mais une des hypothèses actuelles est qu'il s'agirait d'une façon de communiquer sur des sujets pour lesquels les compétences sociales sont mal développées, ou une forme de gratification sexuelle symbolique chez des personnes souffrant de frustration dans ce domaine (on parle aussi dans ce cas de pyrophilie). Selon le professeur Pierre Lamothe, psychiatre, les pyromanes sont souvent issus de milieux où ils ont eu à souffrir soit d'une excessive permissivité, soit d'une éducation exagérément répressive qui ne leur a pas appris dans un cas à réprimer, dans l'autre à exprimer leurs émotions.
Les enfants pyromanes ont parfois des antécédents de cruauté envers les animaux, souffrent d'autres troubles du comportement et témoignent de difficultés d'apprentissage et du trouble déficitaire de l'attention. La pyromanie juvénile est également parfois considérée comme un des trois symptômes permettant de diagnostiquer un risque de psychopathie (connus sous le nom de « triade Macdonald »). D'autres études ont associé pyromanie et maltraitance infantile.

### Facteurs biologiques
La recherche médicale étudie actuellement un lien possible avec la neuroglucopénie résultant d'une hypoglycémie ou un taux anormalement bas de 3-methoxy-4-hydroxyphenylglycol et de sérotonine (5-HIAA) dans le fluide cérébro-spinal.
Des traits biologiques communs ont pu être mis en évidence, par exemple des anomalies du niveau des neurotransmetteurs, comme la norépinéphrine et la sérotonine, ou une baisse du taux de sucre, qui peuvent être liées à des troubles du contrôle de l'émotion.

## Traitements
La pyromanie peut avoir des conséquences dramatiques autant pour la personne qui en souffre que pour les autres. C'est pourquoi une personne qui présente des symptômes de pyromanie doit être dirigée vers un médecin le plus tôt possible. Le traitement de la pyromanie peut combiner la médication et les thérapies comportementales et cognitives.

## Profil
La pyromanie est une pathologie assez rare, son taux d'incidence étant évalué à moins d'un pour cent selon la plupart des travaux de recherche qui lui sont consacrés. Les pyromanes sont très faiblement représentés dans les admissions en hôpital psychiatrique. Des cas de pyromanie chez des enfants de trois ans et plus ont été enregistrés, mais c'est une pathologie encore plus rare chez les enfants que chez les adultes. Parmi les enfants et les adolescents arrêtés pour incendie volontaire, rares sont ceux qui souffrent réellement de pyromanie. 90 % des personnes diagnostiquées comme pyromanes sont des hommes. Une enquête menée sur 9 282 Américains selon les critères édictés par le Diagnostic & Statistical Manual on Mental Disorders (Manuel de statistique et de diagnostic des troubles mentaux 4e édition), les problèmes de contrôle des impulsions telles que le jeu, la pyromanie et les achats compulsifs ne toucheraient que 9 % de la population. Une étude américaine qui date de 1979, menée dans le cadre du département d'assistance à l'application de la loi (Law Enforcement Assistance Administration) a pu établir que 14 % seulement des incendies étaient le fait de pyromanes, ou de personnes souffrant d'une pathologie mentale.
Le professeur Pierre Lamothe, quant à lui, considère que le pyromane est dans la majorité des cas un homme adulte (98 % des cas). Les pyromanes appartiennent selon lui à toutes les classes sociales, mais il a trouvé parmi eux un nombre élevé d'instituteurs, de professeurs ou de notaires. Il existe également des pompiers parmi les incendiaires pervers, rares selon lui. Pour Pierre Lamothe, le profil de l'incendiaire est celui d'un pervers, son acte est souvent étudié, prémédité, et justifié a posteriori par le pyromane qui témoigne d'une absence de remords pour les dégâts qu'il a pu causer.

## Pyromanes renommés
- Érostrate
- Gary Ridgway, tueur en série, était pyromane.
- Paul Keller, pyromane et tueur en série.

## Signes
Le diagnostic de pyromanie est défini selon le DSM-IV par trois symptômes incluant :
- plus d'un épisode d'incendie volontaire et prémédité ;
- tension et excitation précédant l'incendie ;
- plaisir et gratification lorsque l'incendie est allumé.

Les pyromanes sont fascinés par tout ce qui touche le feu. Leur intérêt se manifeste souvent par des lectures, des discussions ou des collections d'objets. Ils ont tendance à planifier leur acte et ils peuvent donner eux-mêmes l'alarme, venir en aide aux victimes ou aux secouristes ou tout simplement contempler ce qu'ils ont fait. Généralement, ils ne sont pas affectés par les dommages, les blessures et même les décès que leur acte a pu entraîner. La motivation du pyromane est le seul plaisir que provoque l'incendie. Il n'agit pas pour de l'argent, pour exprimer une idée politique, pour cacher les signes d'un crime ou pour se venger. On ne considère pas non plus quelqu'un comme pyromane s'il souffre de troubles bipolaires, s'il a une personnalité antisociale ou s'il a agi parce qu'il était victime d'hallucinations ou sous l'influence de substances.

## Chez les animaux
En Australie, il a été observé que certaines espèces de rapaces, le milan siffleur, le milan noir et le faucon bérigora, favorisent l'extension des feux de brousse en emportant des brindilles enflammées dans des zones encore intactes afin de chasser les animaux qui fuient les flammes.